# Willem Jennyn
Willem Jennyn (Brugge of Ieper, ca. 1600 - Westkapelle, 12 december 1673) was een Zuid-Nederlands rooms-katholiek priester en Neolatijns dichter.

## Levensloop
Jennyn was een zoon van Sebastiaan Jennyn en Maria Batemans. Hij was de oudere broer van Joannes Jennyn (ca. 1600-1657), van Philippus Jennyn (ca. 1601-1670) en van Sebastiaan Jennyn (ca. 1602-1679). Hij werd na zijn priesterwijding pastoor in Sint-Andries. In 1536 werd hij tot pastoor benoemd van Westkapelle, in opvolging van zijn broer Joannes. Hij bekleedde dit ambt gedurende 37 jaar.
Op zijn grafzerk werd hij herinnerd als 'uiterst zorgvuldig pastoor' (pastor vigilantissimus), als 'subtiel dichter' (poeta subtilis) en als 'beroemd verzoener als predikant' (concionator famosus).
De jongste broer, Sebastiaan, werd pastoor van Hoeke in 1643. Hij herbouwde er de pastorie en introduceerde er de verering van Onze-Lieve-Vrouw van de Zeven Weeën. In 1670 werd hij pastoor van Sint-Joris-ten-Distel, waar hij in 1679 overleed.

## Publicaties
- Bivium juventutis carmine delineatum, Brugge, 1652.
- Lusus Anagrammaticus et chronographicus circa Augustissimum Novem Serenissimi, Invictissimi Regii Principis Joannes Austriaci Belgarum et Burgundionum Gubernatoris, 1657.
- David cadens et resurgens tragice exhibitus, Brugge, 1663.
- Chronologium ex sacris litteris desumptum ad Nobilissimum Dominum Robertum de Haynin, ecclesia cathedralis Brugensis canonicum, 1668. (in 1861 opnieuw uitgegeven door Charles Carton).